# Bungulla riparia
Bungulla riparia is een spinnensoort uit de familie van de valdeurspinnen (Idiopidae). De wetenschappelijke naam van de soort werd voor het eerst geldig gepubliceerd in 1957 door Barbara York Main als Eucyrtops riparia
De soort komt voor in Australië.